# Confini dell'Azerbaigian

Mappa dell'Azerbaigian in cui sono evidenziati i confini

I Confini dell'Azerbaigian sono le frontiere internazionali che delimitano l'Azerbaigian con gli stati vicini. I confini dell'Azerbaigian sono sette per un totale di 2.657,4 km.

## Frontiere
L'Azerbaigian è interessata da sette frontiere:
| Paese confinante | Lunghezza (km) | Confine                                |
| ---------------- | -------------- | -------------------------------------- |
| Russia           | 390,3          | Confine tra l'Azerbaigian e la Russia  |
| Georgia          | 480            | Confine tra l'Azerbaigian e la Georgia |
| Armenia          | 1.007,1        | Confine tra l'Azerbaigian e l'Armenia  |
| Turchia          | 18             | Confine tra l'Azerbaigian e la Turchia |
| Iran             | 765            | Confine tra l'Azerbaigian e l'Iran     |